# 五美亭栄橘
五美亭 栄橘（ごみてい えいきつ、生没年不詳）とは、江戸時代の浮世絵師。

## 来歴
歌川国貞の門人。文政5年（1822年）閏正月の芝居に取材した役者絵「ぬれかみのお関　瀬川菊之丞」の画中に、他の国貞門人とともに「五美亭栄橘」の名がみられるが、作や経歴については明らかではない。